# Aplomera lineata
Aplomera lineata är en tvåvingeart som beskrevs av Collin 1933. Aplomera lineata ingår i släktet Aplomera och familjen dansflugor. Inga underarter finns listade i Catalogue of Life.